# Обер-Рамштат
Обер-Рамштат (њем. Ober-Ramstadt) град је у њемачкој савезној држави Хесен. Једно је од 23 општинска средишта округа Дармштат-Дибург. Према процјени из 2010. у граду је живјело 15.203 становника. Посједује регионалну шифру (AGS) 6432016.

## Географски и демографски подаци
Обер-Рамштат се налази у савезној држави Хесен у округу Дармштат-Дибург. Град се налази на надморској висини од 200 – 338 метара. Површина општине износи 41,9 km². У самом граду је, према процјени из 2010. године, живјело 15.203 становника. Просјечна густина становништва износи 363 становника/km².

## Међународна сарадња
| Мјесто    | Држава    | Врста сарадње | Од    |
| --------- | --------- | ------------- | ----- |
| Прађелато | Италија   | партнерство   | 1974. |
| Коголето  | Италија   | партнерство   | 1959. |
|           | Француска | партнерство   | 1970. |
| Извор     |           |               |       |